# Nicholas B. Lydon

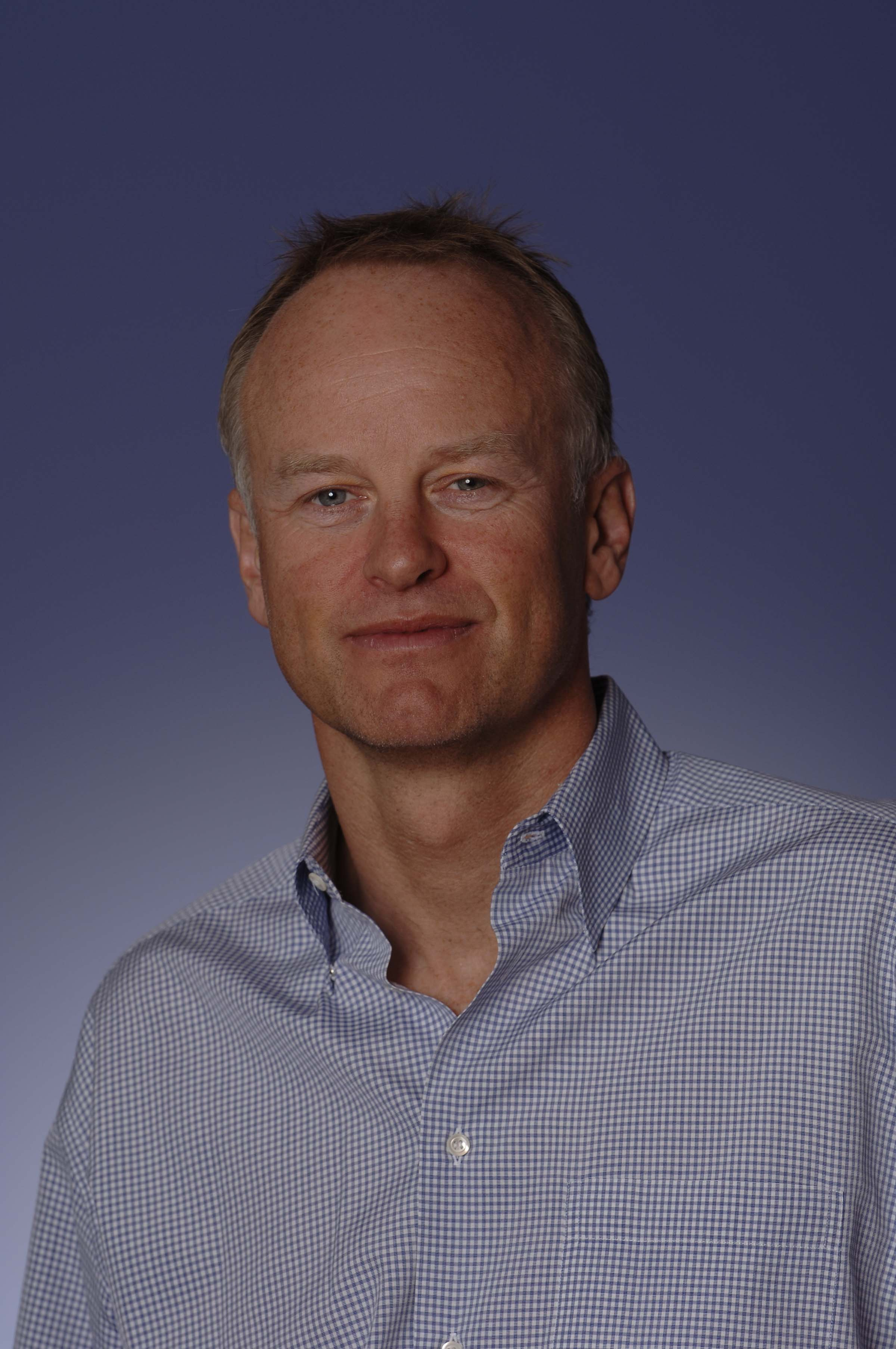
Nicholas B. Lydon, 2005

Nicholas B. Lydon (* 27. Februar 1957) ist ein US-amerikanischer Biochemiker und Geschäftsmann.

## Leben
Lydon erwarb 1978 an der University of Leeds einen Bachelor in Biochemie und Zoologie und 1982 einen Ph.D. in Biochemie an der University of Dundee. Von 1982 bis 1985 arbeitete er als Forschungsassistent bei Schering-Plough in Lyon und Paris, anschließend war er bis 1997 Forschungsgruppenleiter für Tyrosinkinase-Inhibitoren bei Ciba-Geigy (heute Novartis) in Basel. 1997 gründete er das Pharmaunternehmen Kinetix Pharmaceuticals in Boston, dem er bis 2000 vorstand. Weitere Biotechnologie-Firmen, an deren Gründung Lydon beteiligt war, sind Granite Biopharma, AnaptysBio und Blueprint Medicines. Bei den beiden letztgenannten ist er (Stand 2012) weiterhin in leitender Position tätig.

## Wirken
Lydon gehört zu den Entwicklern der Tyrosinkinase-Inhibitoren Imatinib (Handelsname Glivec) und Dasatinib (Handelsname Sprycel), die ein neues und erfolgreiches Wirkprinzip in der Behandlung verschiedener Tumoren darstellen, insbesondere der Leukämien.
Thomson Reuters zählt Lydon seit 2011 zu den Favoriten auf einen Nobelpreis für Physiologie oder Medizin (Thomson Reuters Citation Laureates).

## Auszeichnungen (Auswahl)
- 2000 Warren Alpert Foundation Prize
- 2002 Kettering-Preis der General Motors Cancer Research Foundation
- 2009 Lasker~DeBakey Clinical Medical Research Award[4]
- 2011 Ehrendoktorat (Jura) der University of Dundee
- 2012 Japan-Preis[5]
- 2013 Mitglied der Royal Society[6]
- 2013 GlaxoSmithKline Prize der Royal Society[7]